# جو كوبر
جو كوبر (بالإنجليزية: Joe Cooper)‏ (16 فبراير 1918 - 1992) هو لاعب كرة قدم بريطاني (وحمل سابقاً جنسية المملكة المتحدة لبريطانيا العظمى وأيرلندا) في مركز الدفاع. لعب مع نادي بلاكبول ونادي كرو ألكساندرا.